# The Fall (groupe)
Pour les articles homonymes, voir The Fall.
The Fall est un groupe de post-punk britannique, originaire de Prestwich, Grand Manchester, en Angleterre. Avec d'incessants changements de personnel, le groupe a existé autour de la figure culte de son leader et seul membre permanent, Mark E. Smith, jusqu'au décès de ce dernier, le 24 janvier 2018, marquant ainsi la dissolution du groupe.
Au départ associé avec le mouvement punk de la fin des années 1970, le groupe a depuis balayé un large spectre de styles musicaux, d'un rock atonal, « amélodique » et « presque cacophonique » caractéristique de ses débuts à une musique globalement plus accessible, en particulier après l'arrivée de Brix Smith en 1983, mais toujours avec un penchant affirmé pour l'expérimentation. La musique de The Fall renferme toutefois d'autres constantes : son caractère répétitif, un son de guitare abrasif et, surtout, les paroles cryptiques, nasillardes et misanthropes de Smith,.
Plus de trente ans après sa formation, avec 30 albums studio et plus du triple de disques en concert et autres compilations, The Fall est l'un des groupes les plus prolifiques et endurants de sa génération. Bien que n'ayant jamais suscité l'enthousiasme des foules, il fut l'auteur de quelques singles à succès dans les années 1980, conserve une base de fidèles adeptes et influença considérablement toute une génération de musiciens underground. The Fall a longtemps été associé au célèbre DJ de BBC Radio 1 John Peel, qui lui apporta un soutien considérable depuis ses tout débuts, en le diffusant assidûment dans son émission et se plaisant à clamer qu'il était son groupe favori. Jamais avide en louanges, il énonça cette célèbre phrase à propos du groupe : « Ils sont toujours différents ; ils sont toujours pareils ».

## Biographie

### 1976–1979

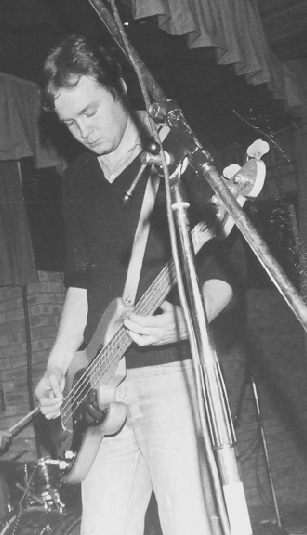
Steve Hanley en concert avec The Fall en 1980.

Dans les années 1970, Mark E. Smith, amateur de littérature, de rock 'n' roll traditionnel et de rockabilly, travaille comme manutentionnaire au port de Manchester. En 1976, il assiste à un concert des Buzzcocks, découvre le punk et, enthousiasmé par son énergie, décide de se lancer dans la musique. Il  passe en vain plusieurs auditions pour jouer dans des formations locales de heavy metal, mais en réalité ses goûts l'inclinent davantage vers le rock expérimental de groupes comme Can, Faust, ou le Velvet Underground. Il finit par rassembler des musiciens partageant les mêmes affinités et lance un groupe, avec Martin Bramah à la guitare, Una Baines aux claviers, Karl Burns à la batterie, Tony Friel à la basse et lui-même au chant. À l'initiative de Friel, la formation se baptise The Fall, d'après le roman La Chute d'Albert Camus que le bassiste lisait à ce moment,,.
Le groupe donne son premier concert dans un local loué par Factory Records situé à King Street, Manchester, le 23 mai 1977. Le lieu était également fréquenté par Joy Division, et d'autres groupes de la scène post-punk naissante alors en pleine ébullition. Rapidement, une rivalité s'instaure entre les deux formations : « Joy Division et The Fall prirent toujours soin de s'ignorer mutuellement. Comme par un accord tacite, ils semblaient lutter en silence pour devenir le groupe de référence du post-punk mancunien ».
En 1977 toujours, le groupe enregistre Bingo-Master's Break-Out!, un EP quatre titres (Bingo-Master's Break-Out!, Psycho Mafia, Repetition, Frightened) financé par New Hormones, le label des Buzzcocks ; cependant le producteur Richard Boon, manager de ces derniers, fait le choix de ne pas sortir le disque. Le groupe devra patienter jusqu'en juin 1978 avant que Miles Copeland, convaincu par Danny Bakes (du fanzine Adrenaline), prenne le risque de publier ce qui sera le premier opus de The Fall sur son label Step Forward,. Cet enregistrement présente déjà des caractéristiques qui seront l'apanage de The Fall : chant patibulaire de Smith, son agressif, mais très différent de ce qui se faisait dans la scène punk de l'époque, particulièrement abrasif et « lo-fi » (avec par exemple un orgue Snoopy, recensé comme l'un des pires alors disponibles à la vente par le magazine Sounds), guitares mal accordées et une musique en grande partie basée sur la répétition (ce dernier point étant explicitement revendiqué sur la chanson Repetition). Sur Industrial Estate, Smith se fait le chantre de la région de Manchester, ravagée par la pollution et la crise industrielle.
Deux chansons du groupe, Stepping Out et Last Orders, figurent sur la compilation Short Circuit: Live at the Electric Circus (avec d'autres morceaux de Joy Division et des Buzzcocks), enregistrée le 2 octobre 1977 et publiée en juin 1978 par Virgin Records,. Sur les conseils du journaliste  Danny Baker, John Walters, célèbre producteur de l'émission de John Peel sur BBC Radio 1, assiste à un set du groupe en première partie de Siouxsie and the Banshees le 7 mai 1978. Il contacte Smith quelques jours plus tard et lui propose d'enregistrer une Peel Session le 30 mai, qui sera diffusée le 15 juin. Sa diffusion sur BBC Radio 1 constitue une chance inespérée, en lui ouvrant accès à une diffusion nationale et auprès d'une large audience. Elle marque le début d'une longue série d'enregistrements qui se poursuivront jusqu'à la disparition de Peel en 2004 et auxquels l'image du groupe restera toujours associée de très près.
Rapidement, le caractère dictatorial de Smith prend le dessus sur le groupe : entre 1977 et 1979 Friel et Baines quittent le groupe, accusés de vouloir le trahir en le rendant commercial ; ils sont remplacés par deux jeunes musicien Marc Riley et Yvonne Pawlett. Il s'agit du commencement de ce qui deviendra une pratique habituelle de Smith envers ses partenaires musiciens, relégués au simple rang de « pantins,, ». D'après Baines, les nouveaux membres furent choisis parmi les roadies du groupe.
En 1979, The Fall joue dans de nombreuses salles de spectacle et sort son premier album, Live at the Witch Trials ; sa notoriété grandit significativement. Avec Dragnet, The Fall entame ce que Vincent Laufer qualifie de « série de méfaits sonores ». Dragnet est enregistré après un nouveau changement de membres : Craig Scanlon, Steve Hanley et Mike Leigh remplacent Pawlett, Bramah et Burns (ces deux derniers partent former leur propre groupe, Blue Orchid), respectivement à la guitare, basse et batterie, Riley prenant en charge la guitare solo. Scanlon et Hanley marqueront toute une période du groupe et seront parmi les rares musiciens à rester pendant plusieurs années dans la formation. Après Dragnet, le groupe est rejoint par Paul Hanley, frère cadet de Steve, ce qui amène la présence, peu habituelle, de deux batteurs dans le groupe.

### 1980–1983

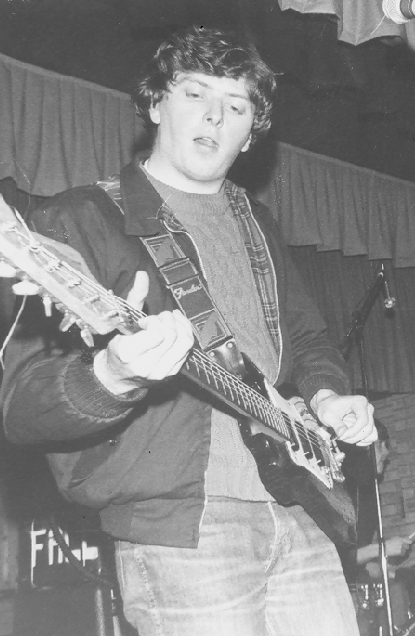
Craign Scanlon en concert avec The Fall en 1980.

En 1980, Smith est le seul membre restant de la formation initiale, bientôt rejoint par Kay Carrol, infirmière psychiatrique, qui devient manageuse du groupe, petite amie et inspiratrice de Smith. Leur relation rappelle d'une certaine manière celle de John Lennon et Yoko Ono. Le 13 janvier The Fall sort son quatrième single et dernier disque chez Step Forward, Fiery Jack. Il signe la même année sur le célèbre label londonien Rough Trade et entame alors une phase d'une grande créativité, avec de nombreux singles et une série d'albums « visionnaires » : Totale's Turns, enregistré en concert à l'exception de deux pistes, sort le 5 mai chez Rough Trade, suivi le 17 novembre de Grotesque (After the Gramme), marquant le début d'une amélioration significative dans la production et l'élaboration des morceaux du groupe. Avec les singles Totally Wired (allusion à la prise d'amphétamines) et How I Wrote Elastic Man, se hissant chacun en première place des charts indépendants britanniques, la notoriété du groupe grandit encore,.
1981 est une année inhabituellement peu productive pour The Fall, qui n'enregistre que l'EP Slates (avec Dave Tucker à la clarinette, qui avait joué à différentes occasions en concert avec le groupe), les autres sorties ne rassemblant que d'anciens enregistrements. De mai à juin le groupe, dans sa configuration Smith, Scanlon, Riley, Steve Hanley et Burns à la batterie effectue une tournée aux États-Unis, les services d'immigration américains ayant jugé Paul Hanley trop jeune pour jouer dans les clubs du pays réservés aux plus de 21 ans. Début 1982, le groupe est rejoint par le batteur Karl Burns et sort l'album Hex Enduction Hour, qui est acclamé par la critique. L'album sort chez Kamera en raison de déboires temporaires avec Rough Trade. Riley quitte le groupe après la sortie de l'album en concert Room to Live. La dernière apparition de Marc Riley avec The Fall a lieu le 22 décembre 1982 au Lesser Free Trade Hall de Manchester.

### 1983–1989

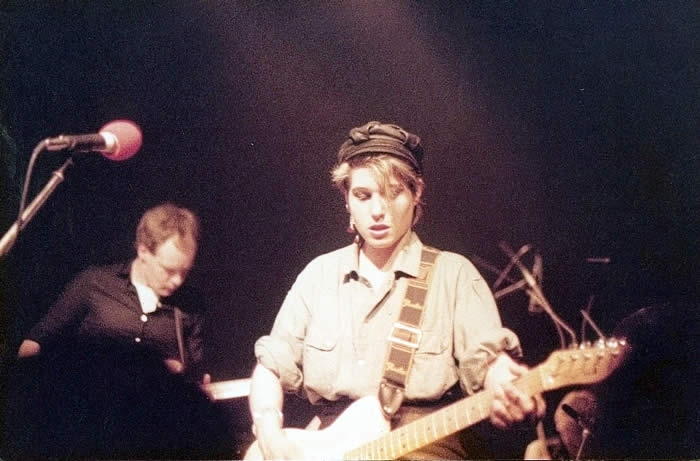
Brix Smith, en concert avec The Fall en 1984.

1983 est une année d'évolutions fondamentales pour The Fall. À l'occasion d'une tournée, Mark E. Smith fait à Chicago la connaissance de Laura Elisse Salenger. Ils se marient et elle rejoint le groupe en seconde guitare, en remplacement de Riley, sous le pseudonyme de Brix Smith, en allusion à la chanson Guns of Brixton de The Clash. Nostalgique des années 1960, elle est très différente de Smith et son arrivée marque un tournant majeur, en inclinant le groupe vers une musique plus proche des standards de la musique pop,. Elle participe à l'enregistrement de l'album Perverted by Language (dernier album du groupe chez Rough Trade, 1983), mais c'est surtout à partir de The Wonderful and Frightening World of The Fall (Beggars Banquet, 1984), dont elle compose plus de la moitié des morceaux, que son influence devient déterminante. En parallèle, le groupe sort une nouvelle série de singles traduisant cette nouvelle orientation, notamment Cruiser Creek, No Bulbs, M. Pharmacist, qui est le premier à remporter un véritable succès commercial, et Victoria, reprise d'un single de The Kinks.

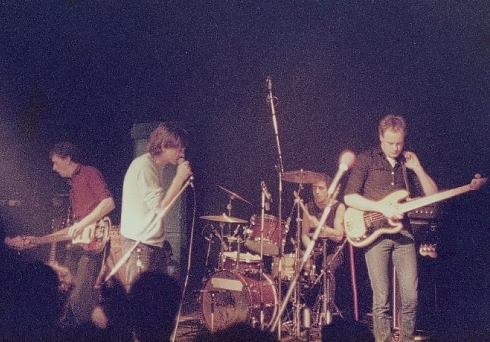
The Fall en concert à Hambourg en 1984 (tournée Perverted by Language).

En 1984, le groupe sort Call for Escape, qui marque le début d'une collaboration avec une troupe de ballet de Michael Clark, plus tard consignée dans l'album I Am Kurious Oranj (1988). Au cours de 1985, Steve Hanley quitte temporairement le groupe et est remplacé par Simon Rogers, qui s'installera aux claviers après son retour. La même année sort This Nation's Saving Grace, qui suscite un vif enthousiasme critique.
En 1986, Simon Wolstenscroft remplace Burns à la batterie et le groupe sort Bend Sinister, dernier album enregistré avec Rogers, qui restera toutefois un collaborateur régulier pendant plusieurs années. Il est remplacé par Marcia Schofield sur les albums suivants. C'est également à partir de 1986 que le groupe entame une série de singles rencontrant régulièrement le succès et faisant plusieurs entrées dans les charts,. En 1988, après la sortie de The Frenz Experiment, Brix divorce de Smith et quitte le groupe. Elle ira fonder The Adult Net, groupe de rock inspiré par les années 1960. Bramah, membre fondateur exclu en 1979, la remplace et marque un retour vers des sonorités plus expérimentales, plus austères,.

### Années 1990

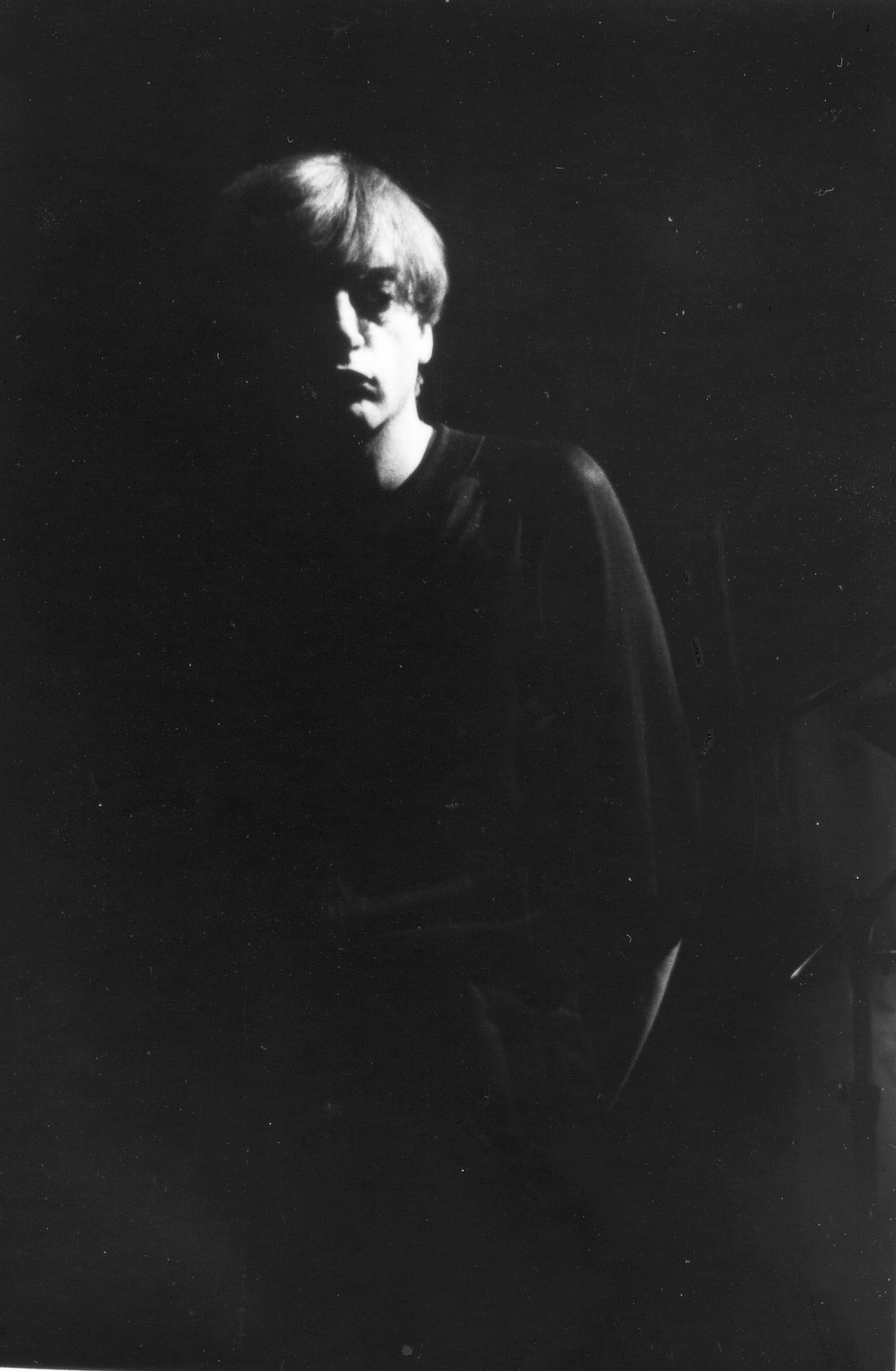
Mark E. Smith en 1990 à Tokyo.

Au début de la décennie suivante, la musique du groupe intègre de nombreuses sonorités électroniques. En 1990, le groupe passe sous contrat avec la major Phonogram Records. Après la sortie de Extricate la même année, Smith se sépare de Schofield et Bramah lors d'une tournée en Australie. Le claviériste et programmeur Dave Bush rejoint le groupe pour l'enregistrement de Shift-Work (1991),. Phonogram se sépare du groupe en raison de ventes jugées insuffisantes en 1993, et The Fall signe cette même année sur le grand label indépendant américain Matador Records ; The Infotainment Scan (1993, marqué par le retour de Burns) puis Middle Class Revolt (1994) sont salués par la critique mais les ventes, toujours satisfaisantes au Royaume-Uni grâce à une solide base d'amateurs, sont mitigées aux États-Unis,.
En 1995, Brix réintègre inopinément le groupe et participe à l'enregistrement de Cerebral Caustic, mais quitte à nouveau la formation en octobre 1996. Burns fait de même en décembre, mais il continuera à collaborer avec le groupe pour l'assister dans diverses tournées par la suite. Dave Bush rejoint Elastica et Scanlon est congédié, après près de 16 ans de présence dans le groupe. Au début de l'année 1996, Julia Nagle, nouvelle petite-amie de Smith, devient claviériste de The Fall. La même année, le nouveau label du groupe, Receiver Records, entame une série de publications de nombreuses compilations, démos, remixes et rééditions d'anciens albums, fréquemment agrémentées de pistes bonus. Se poursuivant pendant plusieurs années, elles permettront par moments de compenser les ventes parfois modestes des nouveaux albums et singles. Simon Wolstencroft quitte le groupe au cours des sessions d'enregistrement de Levitate (1997) et est remplacé par Burns. L'album reçoit un accueil très partagé ; dans NME, le critique Steven Wells, vantant son ouverture musicale, le présente comme pouvant être, s'adressant à quelqu'un ne connaissant pas le groupe, « le meilleur aussi bien que le pire album que vous ayez jamais entendu ».
En 1998, de fortes tensions règnent dans le groupe et il mène une tournée désastreuse aux États-Unis. En avril, un pugilat se déroule sur scène entre Smith et Burns ; le jour suivant Smith, accusé d'agression sur Nagle à leur hôtel, est emmené par les forces de l'ordre. Steve Hanley et Burns, tous deux partenaires de longue date (le premier était bassiste du groupe depuis près de 19 ans), sont renvoyés. En 1998 toujours, Smith reçoit le Godlike Genius Award décerné par le magazine NME. En février 1999 sort le single Touch Sensitive, qui sera plus tard réutilisé au Royaume-Uni dans un spot télévisé pour une marque de voitures, offrant une certaine publicité à la musique du groupe. Nagle s'investit activement dans la composition de The Marshall Suite, sorti la même année. Cet album présente une nouvelle équipe : Tom Head à la batterie, Neville Wilding à la basse et Neville Wilding à la guitare.

### Années 2000

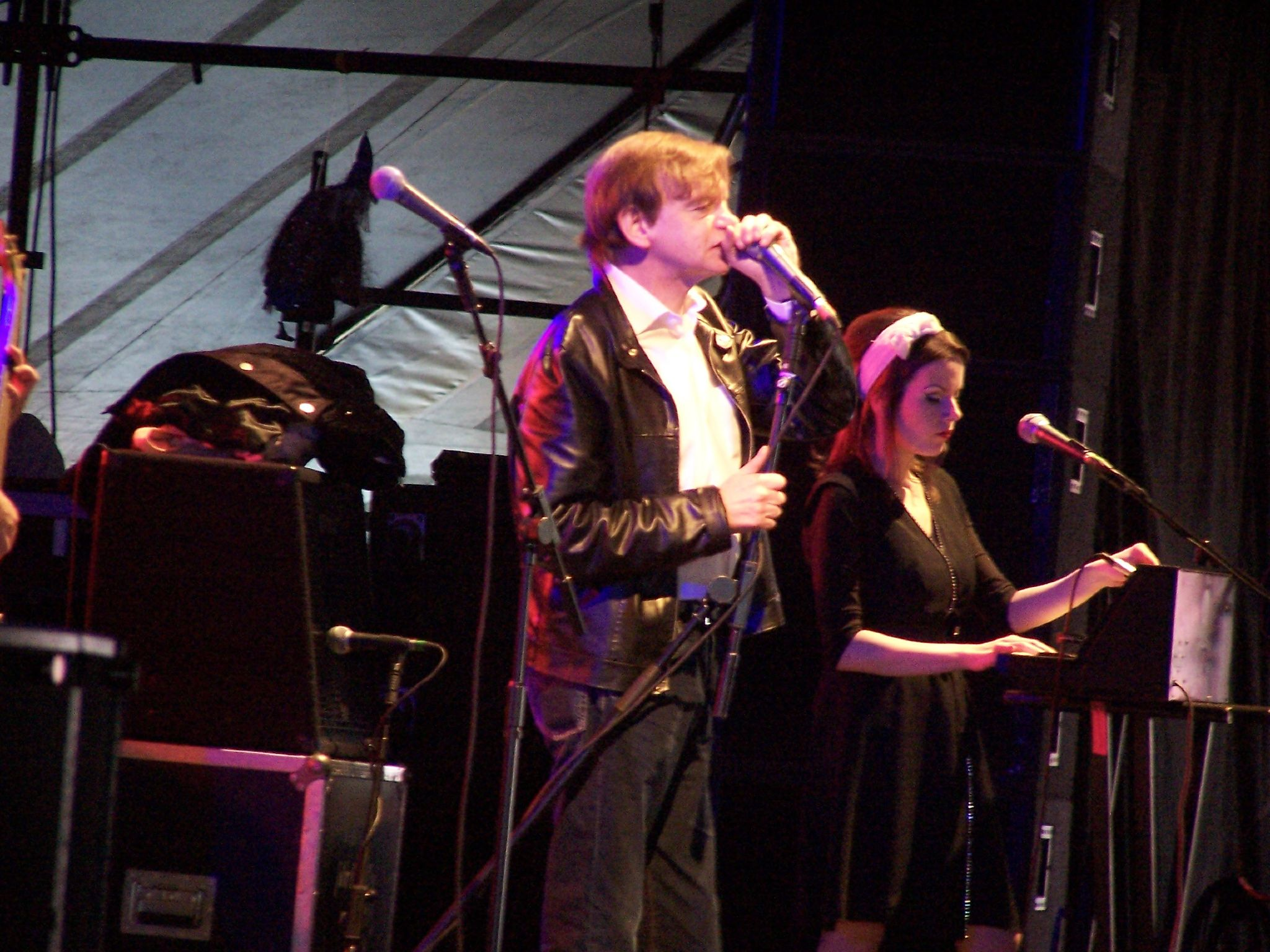
The Fall en concert au Leeds Festival, édition 2006.

En 2000, le groupe fait son retour, Smith et Nagle étant rejoints en novembre 2000 par Spencer Birtwistle (en remplacement de Head), tandis que Jim Watts et Ben Prichard remplacent Wilding et Halal en février de l'année suivante. En 2001 toujours, Nagle quitte le groupe, qui retrouve alors un son plus garage. En novembre le nouvel album Are You Are Missing Winner reçoit un accueil mitigé ; les ventes sont mauvaises en cette période, y compris pour les nouveaux singles. Dave Milner remplace Birtwistle à la batterie. Sanctuary et Cog Sinister (le label de Smith) entament à leur tour une série de rééditions de vieux albums, compilations de singles, anthologies, etc.. En 2002, Smith épouse Elena Poulou ; elle intègre le groupe au clavier en septembre de la même année, marquant un nouveau retour du groupe vers une musique plus abordable. L'année suivante, Watts est remplacé par Simon « Ding » Archer. En octobre sort un nouvel album, The Real New Fall LP (Formerly Country on the Click). La même année, le groupe figure à la 9e place dans la liste des « 50 groupes à voir avant de mourir » (50 Bands to See Before You Die) du magazine Q.

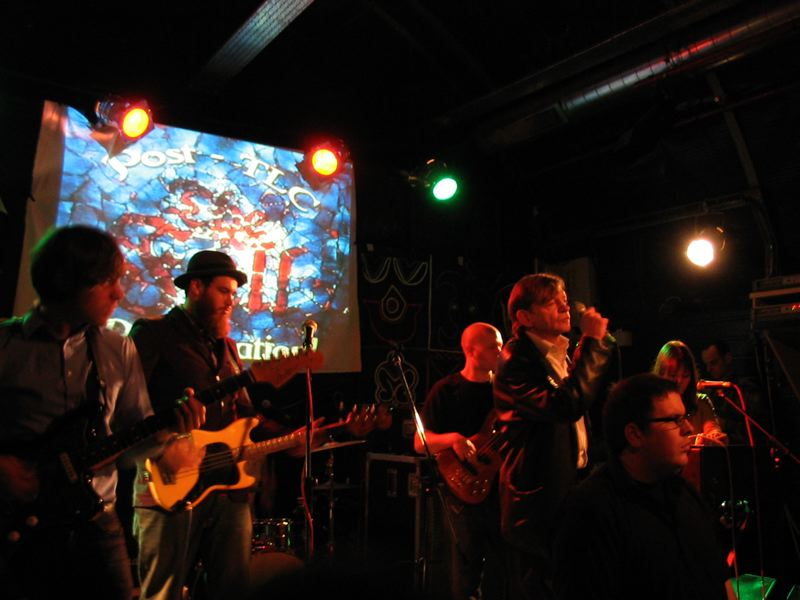
The Fall en concert à Aberdeen (Écosse) en 2007.

En 2004, des chutes successives obligent Smith à annuler plusieurs tournées. En juin, le label Beggars Banquet sort 50.000 Fans Can't be Wrong, première anthologie retraçant l'intégralité de la carrière de The Fall, suivie en juin 2005 de The Complete Peel Sessions 1978–2004, qui rassemble les 24 Peel Sessions enregistrées par le groupe depuis ses débuts, une compilation jugée indispensable pour les amateurs du groupe,,. Steven Trafford remplace Archer à la basse. En janvier 2005, un documentaire de BBC Four intitulé The Fall: The Wonderful and Frightening World of Mark E Smith est consacré au groupe ; il y est décrit comme « l'un des plus énigmatiques, idiosyncrasiques et chaotiques groupes de rock garage de ces 30 dernières années ».
En octobre 2005 sort un nouvel album, Fall Heads Roll, précédé du single I Can Hear the Grass Grow (reprise d'une chanson de The Move). Au cours de la tournée de promotion de celui-ci, de fortes tensions règnent dans la formation ; Ben Pritchard (guitare), Steve Trafford (basse) et Spencer Birtwistletous s'en vont ou sont renvoyés après seulement quatre dates, seul Smith et Poulou restent. Dans une interview à une radio américaine, Smith affirme que leur départ est « la meilleure chose qui soit jamais arrivée » à The Fall. Ils sont remplacés par des musiciens américains, avec lesquels sera également enregistré l'album suivant, Reformation Post TLC. Sur Imperial Wax Solvent, sorti en 2008, le groupe retrouve une composition 100 % britannique. L'album est accueilli avec enthousiasme, aussi bien par la critique musicale que par le public.

### Années 2010
The Fall publie son 29e album studio, Re-Mit, le 13 mai 2013,. Plus tard dans l'année sort l'EP six titres The Remainderer. L'année 2014 assiste à la sortie de l'album live Live: Uurop VIII-XII Places in Sun and Winter, Son.
Le 30e album du groupe, Sub-Lingual Tablet, est publié le 25 mai 2015 par Cherry Red. En 2016, Mark E Smith annonce le départ d'Emma.

### Décès de Mark E Smith

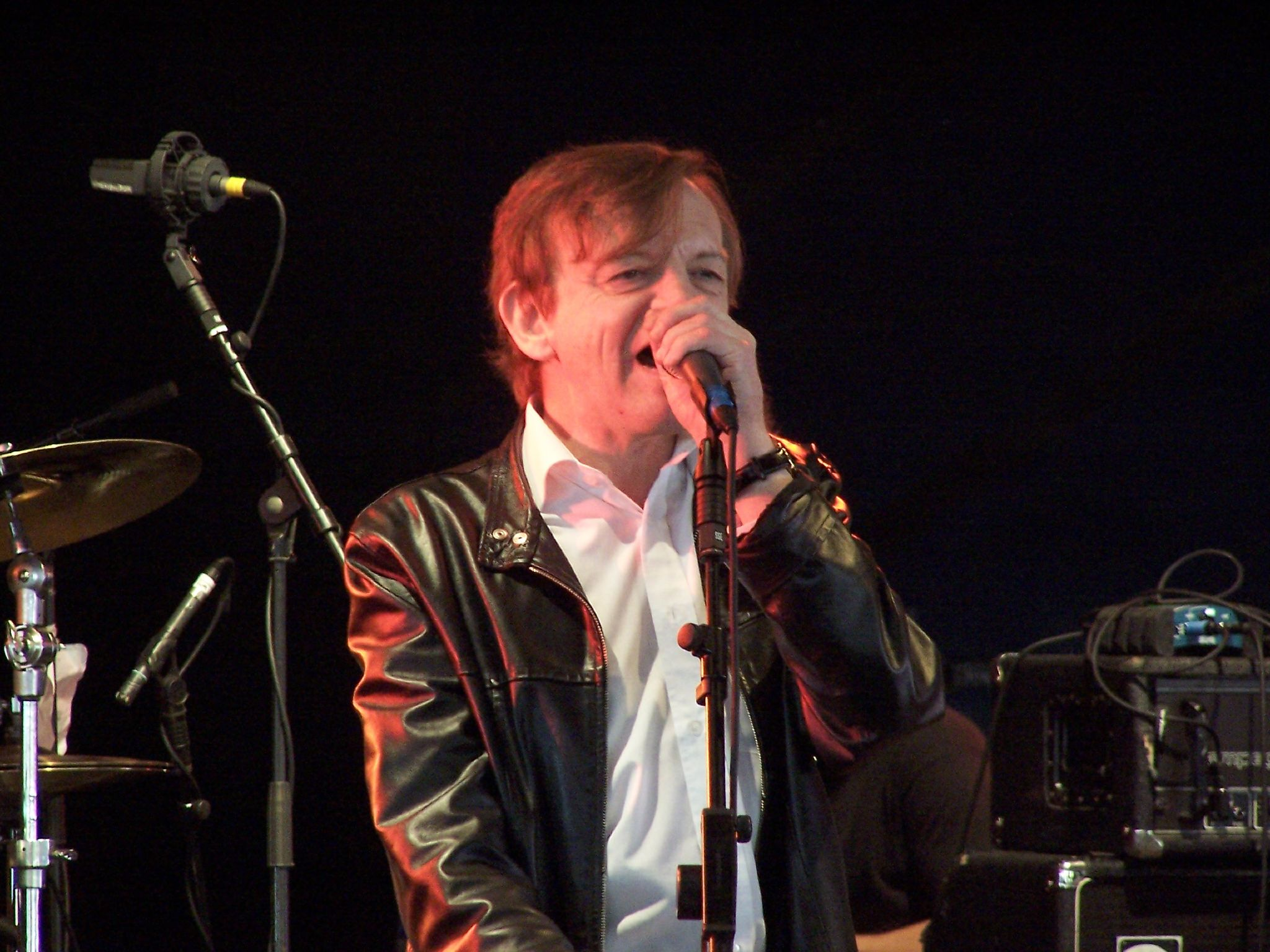
Mark E. Smith sur scène en 2008.

Au début de l'année 2017, Smith est annoncé malade à plusieurs reprises, et plusieurs des concerts prévus avec le groupe sont repoussés ou annulés en raison de sa santé. Il parvient à jouer quelques concerts en fauteuil roulant. Sa dernière prestation publique s'effectue au Queen Margaret Union, de Glasgow le 4 novembre 2017.
Le 24 janvier 2018, Smith meurt chez lui à Prestwich, Greater Manchester, après une longue maladie, à l'âge de 60 ans. Cette annonce de décès se fait par le biais de son ami et partenaire des Fall, Pam Vander. Smith a fait face à des périodes d'alcoolodépendance et de toxicomanie à l'âge adulte et a été soigné à plusieurs reprises.

### Projets posthumes
En Août 2018, Cherry Red Records, le dernier label en date de The Fall, a annoncé qu'ils avaient obtenu les droits des 40 albums de The Fall auprès de Smith avant sa mort, afin de sortir des rééditions et des coffrets contenant des bonus.
En novembre 2019, le label lyonnais Teenage Hate Records sort "The Fall, A French Tribute". 11 artistes issus de la scène française reprennent le répertoire de The Fall. Parmi eux : Frustration, Michel Cloup, Cannibale, Le Villejuif Underground, Vox Low, Dewaere, Delacave ou encore MNNQNS.

## Influence
The Fall est avant tout le produit de Mark E Smith, leader à la forte personnalité. Le critique Simon Reynolds parle d'une « œuvre d'une ampleur et d'une densité digne de celle d'un Dylan ». Dave Thompson affirme même : « Mark E Smith n'a pas rencontré le punk rock. C'est le punk rock qui l'a rencontré. » 
« Sans The Fall, le punk et tous ses descendants auraient connu une évolution bien différente ». The Fall est souvent considéré comme un groupe culte, avec un succès commercial limité mais une solide base d'amateurs zélés.
Il a profondément marqué le rock indépendant américain et inspiré des artistes tels que Pavement, Happy Mondays, Sonic Youth, Steve Albini, Pixies, These New Puritans, et LCD Soundsystem. Elastica (Smith a été invité pour participer à leur dernier album studio) ont cité the Fall, et Suede et leur chanteur Brett Anderson ont aussi mentionné le groupe comme une influence importante.
Sonic Youth ont repris trois chansons du groupe lors d'une session radio pour John Peel en 1988, publiée ensuite sur le ep  4 Tunna Brix. Pavement ont enregistré une version de "The Classical". Les Pixies ont repris "Big New Prinz" durant leur tournée de 2013.

## Discographie
- 1979 : Live at the Witch Trials
- 1979 : Dragnet
- 1980 : Grotesque (After the Gramme)
- 1981 : Slates
- 1982 : Hex Enduction Hour
- 1983 : Room to Live (Undilutable Slang Truth!)
- 1984 : Perverted by Language
- 1984 : The Wonderful and Frightening World of The Fall
- 1985 : This Nation's Saving Grace
- 1987 : Bend Sinister
- 1988 : The Frenz Experiment
- 1988 : I Am Kurious Oranj
- 1990 : Extricate
- 1991 : Shift-Work
- 1992 : Code: Selfish
- 1993 : The Infotainment Scan
- 1994 : Middle Class Revolt
- 1995 : Cerebral Caustic
- 1996 : The Light User Syndrome
- 1997 : Levitate
- 1999 : The Marshall Suite
- 2000 : The Unutterable
- 2001 : Are You Are Missing Winner
- 2003 : The Real New Fall LP (Formerly Country on the Click)
- 2005 : Fall Heads Roll
- 2007 : Reformation! Post-TLC
- 2008 : Imperial Wax Solvent
- 2010 : Your Future Our Clutter
- 2011 : Ersatz GB
- 2013 : Re-Mit
- 2015 : Sub-Lingual Tablet
- 2017 : New Facts Emerge

### Ouvrages généraux
- Assayas, Michka, Dictionnaire du rock, Éditions Robert Laffont, coll. « Bouquins », Paris, 2000,  (ISBN 2-221-09224-4)
- Buckley, Peter, The Rough Guide to Rock, Rough Guides, 2003,  (ISBN 1843531054)
- Heylin, Clinton, Babylon's Burning : du punk au grunge, Au Diable Vauvert, novembre 2007,  (ISBN 978-2846261302)
- Reynolds, Simon, Rip it up and start again, Éditions Allia, Paris, 2007,  (ISBN 978-2-84485-232-8)

### Ouvrages spécifiques
- Collectif : Perverted by Language: Fiction Inspired by the Fall, par Steve Aylett, Matt Beaumont, Nicholas Blincoe, Clare Dudman, Richard Evans, Michel Faber, Niall Griffiths, Andrew Holmes, Mick Jackson, Nick Johnstone, Stewart Lee, Kevin MacNeil, Carlton Mellick III, Rebbecca Ray, Nicholas Royle, Matthew David Scott, Stav Sherez, Mark E Smith, Nick Stone, Matt Thorne, Jeff VanderMeer, Helen Walsh, and John Williams, 277 pages, Serpent's Tail, 21 juin 2007, Anglais  (ISBN 1-85242-929-1). 23 écrivains ont choisi une chanson du groupe pour écrire une nouvelle.
- Edge, Brian : Paintwork: A Portrait of The Fall, Londres, Omnibus Press, 1989.  (ISBN 0-7119-1740-X)
- Ford, Simon : Hip Priest: The Story Of Mark E Smith And The Fall, Londres, Quartet Books, 2003.  (ISBN 0-7043-8167-2)
- Luz : The Joke, une bande-dessinée consacrée au groupe, Les Requins Marteaux, Collection Plombage, 2003, 66 pages.  (ISBN 2-909590-83-6)
- Middles, Mick & Smith, Mark E : The Fall, Londres, Omnibus Press, 2003.  (ISBN 0-7119-9762-4)
- Smith, Mark E : The Fall Lyrics, Berlin, Lough Press, 1985
- Smith, Mark E & Collings, Austin : Renegade - The Lives & Tales Of Mark E Smith, Viking, 24 avril 2008,  (ISBN 0670916749)
- Thompson, Dave : A User's Guide To The Fall, Londres, Helter Skelter Publishing, 2003.  (ISBN 1-900924-57-9)